# Mark Sandrich
Mark Sandrich, né Mark Rex Goldstein à New York le 26 octobre 1901 et mort à Los Angeles le 4 mars 1945 d'une crise cardiaque, est un réalisateur, producteur et scénariste américain.

## Biographie
Mark Sandrich, est issu d'une famille juive new-yorkaise le 26 octobre 1901 ou 1900, les sources divergent. Après ses études secondaires, Mark Sandrich commence des études d'ingénieurs à l'université Columbia de New York,. C'est en donnant des conseils à un ami accessoiriste qu'il découvre le monde du cinéma. Il commence sa carrière dans le cinéma en 1922,  comme gestionnaire du matériel et accessoires de studio,.
Puis, à partir de 1926, il commence à  tourner des courts métrages avec Jerry the Giant, il en réalise jusqu'en 1933 avec le film Thru Thin and Thicket, or Who's Zoo in Africa. C'est avec un court métrage So This Is Harris ! qu'il remporte, en 1933, son premier Oscar (mention meilleur court métrage).
En 1928, il tourne son premier long métrage Runaway Girls, suivi en 1929 par The Talk of Hollywood.
Sa période de courts métrages aussi bien pour le cinéma muet que pour le début du parlant l'ont préparé à maîtriser le genre de la comédie.
C'est ainsi que Mark Sandrich s'appuyant sur son expérience va devenir l'un des maîtres hollywoodiens de la comédie musicale. Il crée le couple Ginger Rogers et Fred Astaire, qui deviendra légendaire grâce à des films comme La Joyeuse Divorcée (The Gay Divorcee), Le Danseur du dessus (Top Hat), En suivant la flotte (Follow the fleet), L'Entreprenant Monsieur Petrov (Shall we dance), Amanda (Carefree).
C'est en pleine ascension que Mark Sandrich décède d'un infarctus lors du tournage de La Mélodie du Bonheur, il a 44 ans privant Hollywood d'un réalisateur prometteur.
Mark Sandrich repose au Home of Peace Cemetery (en) dans le East Los Angeles.

## Divers

### Famille
Mark Sandrich a eu pour épouse Freda Wirtschater Sandrich, ils ont eu deux enfants :
1. Jay Sandrich, producteur et réalisateur de télévision
2. le réalisateur Mark Sandrich Jr[20] et époux de Vanessa Brown.

Mark Sandrich est le frère de la photographe Ruth Harriet Louise, qui réalisa des portraits pour la Metro-Goldwyn-Mayer.

### Hommage
Mark Sandrich obtient son étoile sur le Walk of Fame, le 8 février 1960,.

## Filmographie (sélection)

### Réalisateur
- 1926 : Jerry the Giant
- 1928 : Sword Points
- 1928 : Runaway Girls (en)
- 1929 : The Talk of Hollywood
- 1930 : Trader Ginsberg
- 1931 : Talking Turkey
- 1933 : Croisière sentimentale (Melody Cruise)[22]
- 1933 : So This Is Harris ![23]
- 1933 : Thru Thin and Thicket, or Who's Zoo in Africa
- 1933 : The Gay Nighties (en)
- 1934 : Cockeyed Cavaliers (en)
- 1935 : La Joyeuse Divorcée[24] (The Gay Divorcee)
- 1935 : Le Danseur du dessus (Top Hat)[25]
- 1936 : En suivant la flotte (Follow the fleet)[26]
- 1936 : La Rebelle (A woman rebels)[27]
- 1937 : L'Entreprenant Monsieur Petrov[28] (Shall we dance)
- 1938 : Amanda[29] (Carefree)[30],[31]
- 1939 : L'Irrésistible Monsieur Bob (Man about Town)
- 1941 : La Folle Alouette (Skylark)
- 1942 : L'amour chante et danse[32] (Holiday Inn)[33],[34]
- 1943 : Les Anges de miséricorde (So Proudly We Hail!)
- 1944 : I Love a Soldier (en)
- 1944 : La Marine en jupons (Here Come the Waves)[35]

### Scénariste
- 1929 :  The Talk of Hollywood
- 1930 : General Ginsberg
- 1930 : Gunboat Ginsberg
- 1930 : Barnum was wrong
- 1930 : Off to Peoria
- 1930 : Who's got the body
- 1930 : Society goes spaghetti
- 1930 : Moonlight and monkey business
- 1930 : Aunt's in the pants
- 1930 : Trader Ginsberg
- 1931 : Talking turkey
- 1931 : The wife O'Riley
- 1931 : The county seat
- 1931 : Trouble from aboard
- 1931 : The way of all fish
- 1931 : Cowslips
- 1931 : False roomers
- 1931 : Strife of the party
- 1931 : Scratch-as-catch-can
- 1931 : A melon drama
- 1931 : Sightseeing in New York
- 1931 : Many a sip
- 1932 : Ex-Rooster
- 1932 : The Iceman's ball
- 1932 : Hold'em jail
- 1932 : Jitter the butler
- 1932 : A slip at the switch
- 1933 : Private wife
- 1933 : Hokus focus
- 1933 : The druggist dilemna
- 1933 : Croisière sentimentale (Melody Cruise)
- 1933 : The gay nighties
- 1933 : So This Is Harris !

### Producteur
- 1940 : Buck Benny Rides Again (en)
- 1940 : Love Thy Neighbor (en)
- 1941 : La Folle alouette (Skylark)
- 1942 : L'Amour chante et danse (Holiday Inn)
- 1943 : Les Anges de miséricorde (So Proudly We Hail !)
- 1944 : I Love a Soldier (en)
- 1944 : La Marine en jupons (Here Come the Waves)